# Shawn Dou
Dou Xiao (Chino: 竇驍, Pinyin: Dòu Xiāo), también conocido como Shawn Dou, es un actor chino, canadiense y modelo.

## Biografía
A los 10 años se mudó a Canadá con sus padres, donde estudió en el "David Lloyd George Elementary School" en Vancouver, BC, Canadá, después de graduarse en el 2001 asistió al "Sir Winston Churchill Secondary School" de donde se graduó en el 2006.
En el 2008 se unió a la Academia de Cine de Pekín, de donde se graduó más tarde,su idioma es mandarín, cantonés e inglés,sus amigos le alentaron para que se presentara al Concurso Vancouver Sunshine Boyz por su altura. 
La experiencia despertó su interés por la interpretación y decidió regresar a China, donde ingresó en la Facultad de Interpretación de la Academia de Cine de Pekín.
En 28 de abril del 2019 se anunció que estaba saliendo con la socialite Laurinda Ho paso 4 años después en el 17 de abril del 2023 contrajeron matrimonio.

## Carrera
Es miembro de la agencia "Shawn Dou Studio".
Tiene una marca ecológica llamada "Doukou".
En 2010 hizo su primera aparición en la película Under the Hawthorn Tree quien interpretó a Jian Xin.
En 2011 apareció en la película The Allure of Tears donde dio vida a Chen Yi, un trabajador de cuello blanco.
El 5 de junio del 2017 se unió al elenco principal de la serie Princess Agents junto con (Zhao Liying), (Lin Gengxin) y 
(Li Qin) donde interpretó a Yan Xun, el Príncipe de Yan del Norte, un hombre cárismatico,prudente y consciente de sus acciones a pesar de los acontecimientos y pérdida se convierte en un hombre amargado, ambicioso y cruel,mientras busca vengarse de los responsables de la muerte de su familia,también se comprometió con la princesa Yuan Chun.
En noviembre del mismo año se unió al elenco principal de la serie Tribes and Empires: Storm of Prophecy donde dio vida a Muru Hanjiang, el tercer hijo de la familia Muru que debido a una profecía que declara como un futuro monarca crece hasta convertirse en un joven resistente y con una personalidad fuerte y se casa con Su Yuning (Xu Lu) la serie es hasta el final del 2018.
En abril del 2019 se unió al elenco principal de la serie From Survivor to Healer donde interpretó al doctor Yan Shuren juntó con 
(Vivi Miao) hasta el final de la serie el 22 de mayo del mismo año.
El 16 de julio del mismo año se unió al elenco principal de la serie See You Again juntó con (Tiffany Tang) donde interpretó a Ye Jiacheng, un joven arquitecto seguro y libre, que se mantiene fiel a sus sueños, hasta el final de la serie el 7 de agosto del mismo año.
El 19 de septiembre del mismo año se unió al elenco principal de la serie Ten Years Late donde dio vida a Jin Ran, un antiguo cazador que más tarde se convierte en el CEO de una empresa de turismo que luego de reencontrarse con su primer y verdadero amor Yuan Lai (Gulnazar) hace todo lo posible para recuperarla.
El 3 de noviembre del 2020 se unió al elenco principal de la serie The Legend of Xiao Chuo interpretó a Han Derang, un poderoso oficial de la corte y el interés romántico de la Emperatriz Xiao Yanyan con el reencuentro de (Tiffany Tang), hasta el final de la serie el 22 de noviembre del mismo año.
En el 23 de junio del 2021 se unió al elenco principal de la serie junto con el reencuentro de la actriz (Li Qin) Tears in Heaven donde interpretó a Lei Yuzheng,un empresario que está a cargo de yutian por su padre que está enfermo y fue abandonado de pequeño por su madre, es muy frío y arrogante hasta que conoce una mujer a su amor en la carretera, en una noche lluviosa lo salva y se lo lleva ayudándolo se sintió atraído por Du Xiaosu,se enamoró desde la primera vez que lo vio.
En el 2022 se unió al elenco principal de la serie Love in Flames of War donde dará vida a Xiao Beichen juntó con la actriz (Chen Duling).
El mismo año del 2022 se unió también al elenco Ode to Joy 3 cómo también se unió a otra temporada de Ode to Joy 4.
En 2023 se unirá otra nueva temporada de Ode to Joy 5 que interpretará a Huang Dai Wei.

## Filmografía

### Series de Televisión
| Año         | Título                                | Personaje         | Notas        |
| ----------- | ------------------------------------- | ----------------- | ------------ |
| 2025        | Kill My Sins                          | Yuan Shao Cheng   | 30 episodios |
| 2024        | Chao Gan Mi Gong                      | Zhuang Ming Cheng | 12 episodios |
| 2023        | Ode to Joy 5                          | Huang Dai Wei     | 34 episodios |
| 2022 - 2023 | Ode to Joy 4                          | Huang Dai Wei     | 37 episodios |
| 2022        | Ode to Joy 3                          | Huang Dai Wei     | 33 episodios |
| 2022        | Love in Flames of War                 | Xiao Bei Chen     | 43 episodios |
| 2021        | Tears in Heaven                       | Lei Yuzheng       | 41 episodios |
| 2021        | New Generation: The Hurt Locker       | Liu Xi Shi        | 48 episodios |
| 2020        | The Legend of Xiao Chuo               | Han Derang        | 48 episodios |
| 2019        | Ten Years Late                        | Jin Ran           | 39 episodios |
| 2019        | See You Again                         | Ye Jiacheng       | 45 episodios |
| 2019        | From Survivor to Healer               | Dr.Yan Shuren     | 40 episodios |
| 2017 - 2018 | Tribes and Empires: Storm of Prophecy | Muru Hanjiang     | 75 episodios |
| 2017        | Princess Agents                       | Yan Xun           | 58 episodios |

### Películas
| Año  | Título                     | Personaje                  | Notas                                                                                      |
| ---- | -------------------------- | -------------------------- | ------------------------------------------------------------------------------------------ |
| 2021 | 1921                       | -                          | junto a Huang Xuan, Han Dongjun, Zhang Yunlong, Liu Haoran, Karry Wang y Zu Feng           |
| 2021 | The Legend of Sun and Moon | Hou Yi                     | junto a Dilraba Dilmurat, Li Zifeng, Ni Hongjie y Lou Yixiao                               |
| 2019 | Breakout: Sky Fire         | Ding Chenggong             |                                                                                            |
| 2017 | Youth Dinner               | Ding Chenggong             | junto a Janine Chang, Wu Gang, Vivian Wu, Zhao Lixin y Yu Haoming                          |
| 2016 | The Last Race              | Xu Niu                     |                                                                                            |
| 2016 | Everybody's Fine           | Guan Quan                  | junto a Zhang Guoli, Yao Chen, Ye Qianyun, Chen He, Zhang Yi y Zhou Dongyu                 |
| 2015 | Time to Love               | Yin Zhen, 14.º. Príncipe   | junto a Ivy Chen, Tony Yang, Yu Bo y Du Yuming                                             |
| 2015 | To the Fore                | Qiu Tian                   | junto a Eddie Peng, Choi Siwon, Wang Luodan, Carlos Chan y Ouyang Nana                     |
| 2015 | The Queens                 | Ma Ke                      | junto a Song Hye-kyo, Joe Chen, Tony Yang, Vivian Wu y Jiang Wu                            |
| 2015 | Wolf Totem                 | Yang Ke                    | junto a Feng Shaofeng, Ankhnyam Ragchaa, Batdorj-in Baasanjab, Yin Zhusheng y Baoyingexige |
| 2014 | Urban Games                | Zhang Weibai               | junto a Michelle Chen, Ashton Chen, Ye Qing, Cica Zhou y Juno                              |
| 2012 | Dangerous Liaisons         | Dai Wenzhou                | junto a Zhang Ziyi, Jang Dong-gun, Cecilia Cheung y Lisa Lu                                |
| 2012 | Nightfall                  | Wong Yuen-yeung (de joven) | junto a Nick Cheung y Simon Yam                                                            |
| 2011 | The Allure of Tears        | Chen Yi                    | junto a Zhou Dongyu, Aarif Rahman, Gigi Leung, Richie Ren y Joe Chen                       |
| 2011 | The Flowers of War         | Soldado                    | junto a Christian Bale, Ni Ni, Xinyi Zhang y Tong Dawei                                    |
| 2011 | Racing Legends             | Ye Haocheng                |                                                                                            |
| 2011 | The Seal of Love           | Qu Qiubai                  | junto a Dong Jie, Mi Kira y Deng Fei                                                       |
| 2010 | Under the Hawthorn Tree    | Jian Xin                   | junto a Zhou Dongyu, Xi Meijuan, Li Xuejian, Chen Taisheng y Chen Xingxu                   |

### Programas de Variedades
| Año  | Programa     | Notas    |
| ---- | ------------ | -------- |
| 2021 | 追星星的人   | miembro  |
| 2015 | Happy Camp   | invitado |
| 2015 | Run for Time | invitado |
| 2014 | Keep Running | invitado |

### Revistas / Sesiones Fotográficas
| Año  | Título               | Notas                 |
| ---- | -------------------- | --------------------- |
| 2021 | Grazia China         | junto a Laurinda Ho   |
| 2020 | Jaguar               |                       |
| 2019 | Cosmopolitan China   | (publicación digital) |
| 2019 | November Cover Issue |                       |
| 2019 | L’Officiel X         | (publicación digital) |
| 2019 | MrMr Magazine        |                       |

### Eventos
| Año  | Título                                     | Notas       |
| ---- | ------------------------------------------ | ----------- |
| 2020 | Paris Fashion Week Men’s - Paul Smith Show |             |
| 2019 | Audi Brand Event                           | en Beijing  |
| 2019 | Roger Dubuis Brand Event                   | en Shanghái |
| 2019 | Filorga Brand Event                        |             |

## Premios y Nominaciones
| Año  | Categoría  | Premio                                   | Trabajo      | Resultado |
| ---- | ---------- | ---------------------------------------- | ------------ | --------- |
| 2016 | Best Actor | 11th Festival Du Cinema Chinois De Paris | Youth Dinner | Ganó      |